# Omomorfismo di algebre
Un omomorfismo tra due algebre sul campo K, A e B, è una funzione {\displaystyle F:A\rightarrow B} tale che per ogni k in K e x, y in A,
- F(kx) = kF(x)

- F(x + y) = F(x) + F(y)

- F(xy) = F(x)F(y)

Se F è biettiva allora F è detta isomorfismo tra A e B.